# Канадский федерализм
Кана́дский федерали́зм — одна из трёх основ канадского конституционного правопорядка наряду с ответственным правительством и Канадской хартией прав и свобод. В Канаде существует две различные ступени политической власти: центральный (федеральный) канадский парламент и десять провинциальных законодательных собраний. Каждая ступень законодательных органов независима в рамках своих определённых полномочий, а некоторые полномочия относятся к обеим ступеням (напр. сельское хозяйство и иммиграция). В этом отношении Канада отличается от своей бывшей метрополии — Соединённого королевства,— в которой на момент образования Канадской конфедерации подобной системы не существовало.
Федеративная природа канадской конституции была реакцией на различие приморских колоний и провинции Канада, особенно заметное между франкоязычными жителями Нижней Канады (Квебека) и англоязычными жителями Верхней Канады (Онтарио). Считалось, что федерализм необходим для сосуществования франкоязычного и англоязычного сообществ, хотя Джон А. Макдональд, в 1867 ставший первым премьер-министром Канады, сначала выступал против федеративного образа правления.
Разделение полномочий между федеральным и провинциальными правительствами было закреплено в Акте о Британской Северной Америке 1867 (теперь Конституционный акт 1867), который вместе с поправками к Актам о Британской Северной Америке и Конституционным актом 1982 образует Конституцию Канады.

## Распределение законодательных полномочий в Конституционном акте 1867
Распределение законодательных полномочий (или разделение властей) между федеральным и провинциальным уровнями устанавливает пределы власти Парламента Канады и каждого провинциального законодательного органа. Эти полномочия перечислены в статьях 91, 92, 92 A, 93, 94, 94 A и 95 Конституционного акта 1867. Часто распределение может трактоваться двояко, что приводит к спорам, которые до 1949 разбирались в Судебном комитете Тайного совета, а затем — в Верховном суде Канады.
В отличие от конституции Соединённых Штатов Америки, в которой остаточные полномочия переданы штатам, канадская конституция закрепляет крайне широкие полномочия за федерацией, основываясь на её праве издавать законы для мира, порядка и доброго управления по любым вопросам, не подпадающим под категории, закреплённые за провинциями (статья 91). С другой стороны, канадская конституция даёт провинциям очень широкие полномочия в сфере права собственности и гражданских прав (статья 92(13)). Некоторые споры между двумя уровнями управления касались противоречивой интерпретации именно этих полномочий.
Краткий обзор этих полномочий позволяет заметить, что уголовное право и судопроизводство по уголовным делам (статья 91(27)) относятся исключительно к федеральным полномочиям, а отправление правосудия в провинции, включая организацию уголовных судов (статья 92(14)) и наложение наказаний в виде карательных мер (92(15)) в целях исполнения какого-либо закона провинции,— это исключительное полномочие провинций. Таким образом, в Канаде есть один уголовный кодекс и ряд провинциальных законов, нарушение которых может привести к заключению в тюрьму или другой карательной мере. Суды признают, что и провинции, и федеральное правительство имеют право регистрировать корпорации; но правом учреждать банки обладает лишь федеральное правительство, хотя провинции могут учреждать кредитные кооперативы, предоставляющие услуги, сходные с услугами федеральных банков.
Что касается брака и развода, то исключительное полномочие федерального правительства по этим вопросам (статья 91(26)) выражается лишь в семейном праве; провинции, тем не менее, могут принимать законы, регламентирующие бракосочетание (статья 92(12)) и различные вопросы, связанные с гражданскими правами (статья 92(13)), и создавать институты вроде гражданского брака.
Нигде в статьях Конституционного акта 1867 о разделении полномочий не говорится о полномочии заключать договора, которое было закреплено в то время за Британской империей. Полномочие на внешние сношения было предоставлено Канаде лишь принятым в 1931 Вестминстерским статутом. Заключать договора могут оба уровня управления в соответствии с распределением их законодательных полномочий.

### Федеральные полномочия
1. Государственный долг и государственная собственность.
2. Регулирование торговли и обмена.
3. Страхование от безработицы.
4. Взимание денежных средств каким-либо способом или какой-либо системой налогообложения.
5. Займы за счёт государственного кредита.
6. Почтовая служба.
7. Переписи и статистика.
8. Милиция, военная и морская служба и оборона страны.
9. Установление и уплата жалованья и вознаграждения гражданским и иным должностным лицам Правительства Канады.
10. Бакены, буи, маяки и остров Сейбл.
11. Судоходство и морские перевозки.
12. Карантин, устройство и содержание морских госпиталей.
13. Рыболовство на морском побережье и во внутренних водах.
14. Водные переправы между какой-либо провинцией и какой-либо британской или какой-либо другой страной или между двумя провинциями.
15. Денежное обращение и чеканка монеты.
16. Банковское дело, учреждение банков и выпуск бумажных денег.
17. Сберегательные кассы.
18. Весы и меры.
19. Переводные и простые векселя.
20. Проценты.
21. Законные платежные средства.
22. Банкротство и несостоятельность.
23. Патенты на изобретения и открытия.
24. Авторское право.
25. Индейцы и земли, зарезервированные за индейцами.
26. Натурализация и иностранцы.
27. Брак и развод.
28. Уголовное право, исключая организацию судов уголовной юстиции, но включая судопроизводство по уголовным делам.
29. Учреждение, содержание и управление пенитенциарных учреждений.
30. Такие вопросы, которые точно выраженным образом изъяты настоящим Актом из перечня вопросов, относимых к компетенции законодательных собраний провинций.

### Провинциальные полномочия
1. Прямое обложение в пределах провинции для целей получения доходов на её нужды.
2. Денежные займы исключительно за счёт кредита провинции.
3. Учреждение и время осуществления провинциальных должностей, назначение и оплата должностных лиц провинции.
4. Управление и продажа государственных земель, принадлежащих провинции, и строевого и иного леса на них.
5. Учреждение, содержание и управление государственными тюрьмами и исправительными домами в провинции и для провинции.
6. Учреждение, содержание и управление госпиталями, приютами, благотворительными и богоугодными учреждениями в провинции и для провинции, за исключением морских госпиталей.
7. Муниципальные учреждения в провинции.
8. Лицензии на торговые заведения, бары, гостиницы, аукционы и иные лицензии на провинциальные, местные или муниципальные нужды.
9. Работы и предприятия, по своему характеру имеющие местное значение, за исключением относящихся к следующим категориям:
10. Регистрация компаний, имеющих задачи провинциального характера.
11. Бракосочетание в провинции.
12. Право собственности и гражданские права в провинции.
13. Отправление правосудия в провинции, включая учреждение, содержание и организацию провинциальных гражданских и уголовных судов, а равно судопроизводство по гражданским делам в этих судах.
14. Наложение наказаний в виде штрафа, карательных мер, тюремного заключения в целях исполнения какого-либо закона провинции, изданного в отношении категорий дел, указанных в настоящей статье.
15. Вообще все вопросы, по своему характеру имеющие местное или частное значение в провинции.

А также:
- Просвещение
- Невозобновляемые естественные ресурсы, лесные ресурсы и электрическая энергия (совместные полномочия)
- Земледелие и иммиграция (совместные полномочия)

### Торговля и обмен
Статья 91(2) предоставляет парламенту право издавать законы, касающиеся «регулирования торговли и обмена». По сравнению с подходом к торговле и обмену в конституции США, парламент Канады обладает более широкими полномочиями. Однако в Канаде это полномочие традиционно интерпретируется более строго, так как некоторые судьи считают, что оно не должно перекрывать провинциальные полномочия в сфере права собственности и гражданских прав.

### Право собственности и гражданские права
Статья 92(13) предоставляет провинциям исключительное право принимать законы, касающиеся «права собственности и гражданских прав в провинции». На практике это полномочие интерпретируется в довольно широком смысле, и провинции имеют право регулировать ряд вопросов, таких как трудовые и профсоюзные отношения и защита прав потребителей.

### Транспорт и связь
Подобно многим другим сферам, транспорт и связь являются вопросами, провинциальные и федеральные полномочия по которым накладываются друг на друга. Статья 92(10) оставляет за провинциями полномочия в сфере «работ и предприятий, по своему характеру имеющих местное значение». Однако эта же статья исключает из сферы полномочий провинций «пароходные линии и другое судоходство, железные дороги, каналы, телеграф и иные средства и предприятия, связывающие одну провинцию с другой или другими провинциями или выходящие за пределы провинции», а также работы, которые «целиком находятся в пределах провинции, но которые до или после их выполнения будут объявлены Парламентом Канады полезными для всей Канады или для двух или большего числа провинций».

## История
Отношения между федерацией и провинциями развивались в течение многих лет одновременно с постепенной децентрализацией. Политический аналитик Рэнд Дик назвал конфедерацию в эпоху Макдональда (с 1867 по 1873 и с 1878 по 1891) «псевдоконфедерацией». Это означает, что политическая и судебная элита XIX века считала, что Конституция Канады даёт федеральному парламенту расширенные полномочия и что провинции подчиняются Оттаве по принципам федерации, а не конфедерации. Частое применение правительством Макдональда права отказа и резервирования укрепило преобладание федерального правительства в тот период.
С избранием Уилфрида Лорье началась новая фаза конфедерации, которую Дик называет «классическим федерализмом». Эта фаза отличается более равными отношениями между федеральным и провинциальными правительствами, когда Судебный комитет Тайного совета решал споры в пользу последних. Федеральное правительство также позволило упразднить своё право на отказ и резервирование. Этот стиль управления сохранялся и в первые годы нахождения у власти премьер-министра Уильяма Лайона Макензи Кинга (а в 1930-х законы Альберты уже не одобрялись).
За время двух мировых войн Оттава значительно увеличила свои полномочия. Это было осуществлено при помощи Закона о военных мерах и было конституционно обосновано положением о мире, порядке и добром управлении. В ходе Первой мировой войны федеральный парламент расширил свои полномочия по налогообложению, введя подоходный налог, а в ходе Второй мировой войны федеральное правительство убедило провинции передать в ведение Оттавы пособия по безработице.
По окончании Второй мировой войны подобного объединения или взаимодействия федерального и провинциального уровней, как в Канаде, не было нигде в мире. Это было связано с воплощением принципа социального государства, созданием системы здравоохранения (канадское правительство издавало законы, чтобы гарантировать сопоставимое качество услуг всему канадскому населению), тесными отношениями федеральных и провинциальных полномочий в некоторых сферах и возможностью федерального правительства сохранить за собой контроль, которым оно обладало в ходе Второй мировой войны. Именно в связи с этой системой федеральное правительство стало проводить и кейнсианскую экономическую политику. Этот период был также отмечен несколькими встречами федерального премьер-министра с его провинциальными коллегами.
После тихой революции в Квебеке в 1960 степень административной децентрализации в Канаде повысилась, при этом Квебек стал часто отказываться от важных федеральных инициатив, таких как Канадская пенсионная программа (Квебек создал свой собственный пенсионный режим под руководством Пенсионного управления Квебека). Когда федеральное правительство под руководством премьер-министра Пьера Эллиота Трюдо перешло к идейной централизации, Канада вошла в фазу «конфликтного федерализма», продолжавшуюся с 1970 по 1984. Национальная энергетическая программа увеличила недовольство федеральным правительством в Альберте; федеральное правительство также было втянуто в споры о нефти с Ньюфаундлендом и Саскачеваном. (Эти споры прекратились после добавления в Конституционный акт 1867 статьи 92 А при принятии Конституционного акта 1982; эта новая статья предоставила провинциям расширенные полномочия в сфере природных ресурсов).